# Bhavnagars flygplats
Bhaunagar är en flygplats i Indien.   Den ligger i distriktet Bhāvnagar och delstaten Gujarat, i den västra delen av landet, 900 km sydväst om huvudstaden New Delhi. Bhaunagar ligger 13 meter över havet.
Terrängen runt Bhaunagar är platt.  Närmaste större samhälle är Bhavnagar, 4,2 km nordväst om Bhaunagar. Trakten runt Bhaunagar består i huvudsak av gräsmarker.